# Juan V (papa)
Juan V (Antioquía, (¿?)-Roma, 2 de agosto de 686) fue el papa 82.º de la Iglesia católica de 685 a 686.
Como cardenal diácono participó en el Sexto Concilio Ecuménico celebrado en Constantinopla, como representante de Agatón.
Al haber renunciado el emperador Constantino IV a su derecho a confirmar al papa elegido por el colegio cardenalicio, cediendo ese derecho al exarca de Rávena, Juan fue consagrado el mismo día de su elección, el 23 de julio de 685, a diferencia de sus inmediatos antecesores que tuvieron que esperar el permiso imperial.
Durante su pontificado, muy breve, estableció que el nombramiento de los obispos de las diócesis de Cerdeña y de Córcega correspondía a la Santa Sede y no al arzobispo de Cagliari.[cita requerida]